# Майков, Михаил Александрович
Михаи́л Алекса́ндрович Ма́йков (1770 — около 1848) — премьер-майор, поэт и баснописец, директор Ярославского Демидовского училища высших наук (1824—1826).

## Биография
Происходил из дворянского рода, сын Александра Ивановича  Майкова и Клеопатры Ивановны Телепневой. Старшие братья — Николай Александрович — ярославский помещик и Аполлон Александрович — поэт, директор Императорских театров.
В 1782 году был зачислен на службу в Лейб-гвардии конный полк, в 1793 году «выпущен» в армию капитаном. В 1804 году в чине майора оставил военную службу и перешел на гражданскую в Театральную дирекцию в Москве . 
Первое стихотворение М. А. Майкова — сатира «Денежная любовь» — напечатано в журнале «Лекарство от скуки и забот» (1786 г.). Около 1820 года вышел первый сборник «Стихи Михайлы Майкова». В 1821 году издана в Москве, разделенная на две части книга «Собрание басен и стихов». Там же в 1825 году напечатаны «Новые басни М. Майкова». 
В 1816 году М. А. Майков уволился по состоянию здоровья в чине статского советника и в течение следующих восьми лет жил в своём ярославском имении.
В 1824 году в Ярославском Демидовском высших наук училище была введена должность директора. 15 марта 1824 г. М. А. Майков, по представлению Ярославского гражданского губернатора А. М. Безобразова был назначен директором Демидовского училища. В 1826 г. уволился «по болезненному состоянию здоровья».
Последние годы жизни провёл в бедности.

## Изданные сочинения
- Собрание басен и стихов Михайлы Майкова. Ч. 1—2. — М.: Тип. П. Кузнецова, 1821. — 38 с.
- Торжественная песнь его императорскому величеству всемилостивейшему государю императору Александру I, по случаю высочайшего посещения града Ярославля, 1823 года 20 августа. — М.: Университетск. тип., 1825. — 7 с.
- Новые басни Михайлы Майкова. 1824 года. — М.: Университетск. тип., 1825. — 20 с.
- Басни Михайла Майкова / М. А. Майков. — Ярославль: Губ. тип., 1832. — 55 с. (переизданы в 1836)